# Calka

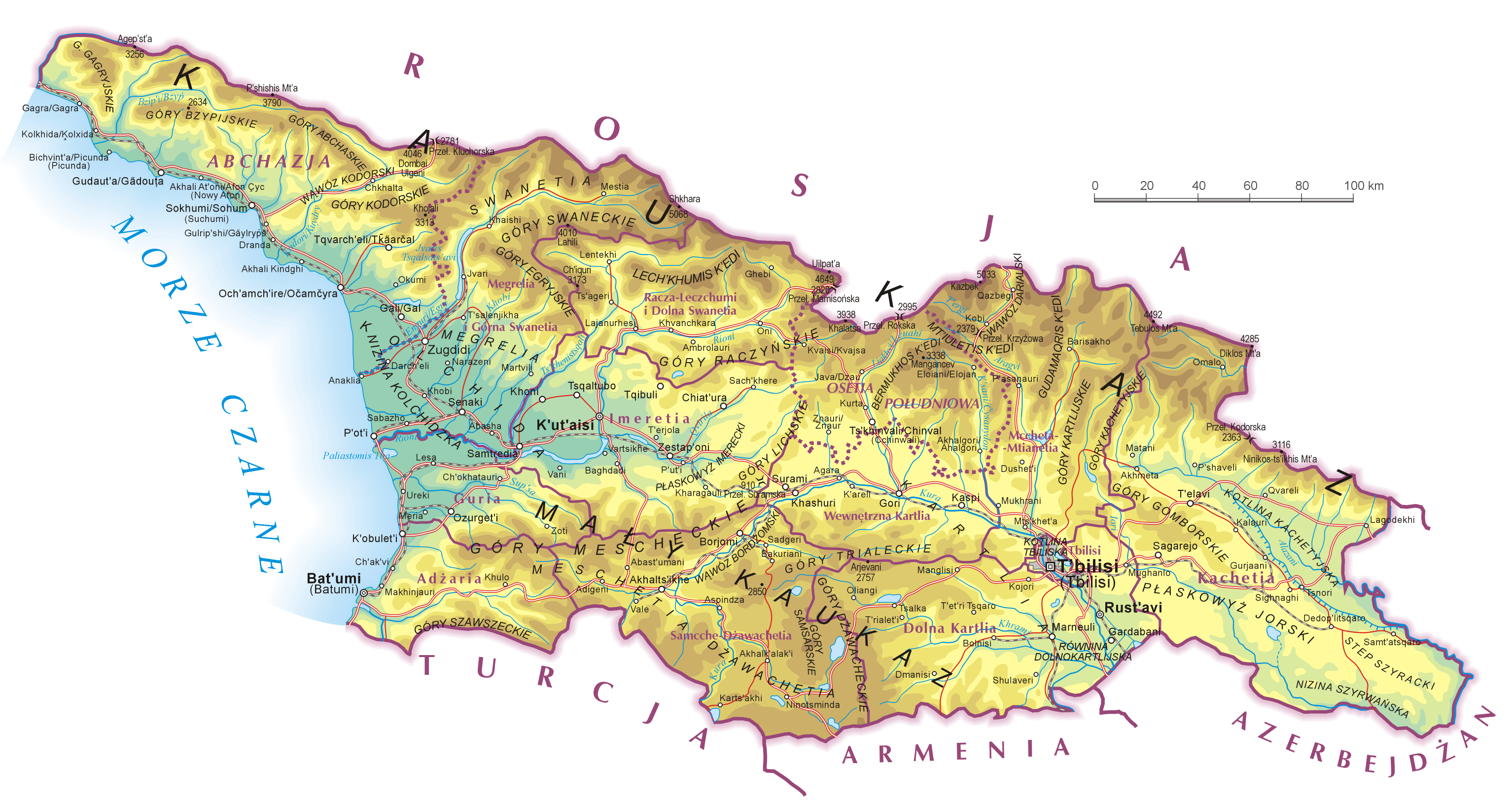
Mapa fizyczna Gruzji, na niej na południe od Gór Trialeckich niewielkie miasto nad jeziorem opisane w transliteracji jako Tsalka

Calka (gruz. წალკა – Calka (transkrypcja), Tsalka (transliteracja)) – miasto w południowej Gruzji, w położonej na południowym przedgórzu Gór Trialeckich Dolinie Calka (na południowo-wschodnim brzegu zbiornika wodnego Calkis Ckalsacawi), zamieszkane przez ok. 22 000 osób, w tym (stan na rok 2002): 55% Ormian, 22% Greków, 12% Gruzinów i 9,5% Azerów. Stolica jednego z siedmiu regionów niższego rzędu (powierzchnia 1050,6 km²) prowincji Dolna Kartlia.
W latach 1997–2006 do miasta i w rejon Calka przesiedlono kilka tysięcy Gruzinów z regionu Swanetii i Adżarii. Miasto i jego okolice doświadczało w ostatniej dekadzie aktów przemocy na tle podziałów narodowościowych.